# KDE Dot News
KDE Dot News 是一個KDE專案相關新聞和線程討論的網站。大多數敘述是發表在其他地方東西的總結，有些是 KDE 開發人員訪談。這個網站還包括最新的軟體發布和開發人員網誌文章的鏈接。
這個網站使用 Squishdot 內容管理系統，運行在使用 Python 技術的 Zope。

## 外部連結
- KDE Dot News（页面存档备份，存于）